# Мурдаев, Руслан Махмудович
Руслан Махмудович Мурдаев — советский и российский учёный, ректор Грозненского нефтяного института (1996—1999), доктор технических наук.

## Биография
Отец Руслана Мурдаева был первым чеченским специалистом по нефтепереработке, одним из инициаторов стахановского движения в нефтегазовой промышленности Чечни.
Руслан Мурдаев в 1970-х годах окончил факультет электроники и автоматизации производственных процессов Грозненского нефтяного института. Затем он окончил аспирантуру в Москве, защитил кандидатскую, а потом и докторскую диссертацию, став первым чеченским доктором технических наук. В 1996—1999 годах был ректором Грозненского нефтяного института. Из-за второй чеченской войны был вынужден переехать в Москву.